# 2384 Schulhof
A 2384 Schulhof (ideiglenes jelöléssel 1943 EC1) a Naprendszer kisbolygóövében található aszteroida. Marguerite Laugier fedezte fel 1943. március 2-án. Nevét Schulhof Lipót magyar származású francia csillagászról kapta.